# Javi Fuego
Javier Fuego Martínez (Pola de Siero, Asturias, España, 4 de enero de 1984), más conocido como Javi Fuego, es un exfutbolista español que jugaba de centrocampista. Su último equipo fue el Real Sporting de Gijón.

## Trayectoria
Comenzó jugando en el Club Deportivo Romanón de Pola de Siero hasta que, con nueve años de edad, se incorporó al fútbol base del Real Sporting de Gijón. El 4 de mayo de 2002, cuando aún competía en categoría juvenil, debutó en Segunda División con el Sporting ante el C. D. Leganés. Militó en el Real Sporting de Gijón "B" durante las temporadas 2002-03 y 2003-04, al término de la cual se produjo su promoción definitiva al primer equipo rojiblanco.
En la campaña 2007-08 fue traspasado al Levante U. D. a cambio de 853 000 euros, conjunto con el que hizo su debut en la Primera División el 28 de agosto de 2007 ante el R. C. D. Mallorca. En 2008, tras el descenso del Levante a Segunda División, se incorporó a la plantilla del R. C. Recreativo de Huelva. Volvió a perder la categoría con el club andaluz en la campaña 2008-09, pero se mantuvo en el equipo para disputar la temporada 2009-10. Al término de la misma, firmó un contrato con el Rayo Vallecano de Madrid, con quien logró el ascenso a Primera División en la campaña 2010-11. El 10 de noviembre de 2012, en la jornada 11 de la temporada 2012-13, alcanzó la cifra de cien partidos disputados en Primera División ante el R. C. Celta de Vigo.
El 1 de julio de 2013 se anunció su fichaje por el Valencia C. F. El 19 de septiembre debutó en la Liga Europa en el primer partido de la fase de grupos disputado frente al Swansea City A. F. C., en el que el Valencia perdió por 0-3. El 13 de agosto de 2016 se anunció su fichaje por el R. C. D. Espanyol para las siguientes tres temporadas. El 30 de enero de 2018 fue traspasado al Villarreal C. F. a cambio de 750 000 euros. Después de una temporada y media se desvinculó del club y regresó al Sporting de Gijón.
En mayo de 2021 anunció su salida del club al finalizar su contrato. Dos meses después anunció su retirada. Fue capitán del club en su última etapa

## Selección nacional
Fue internacional con España en las categorías sub-19, con la que debutó el 23 de octubre de 2002 frente a la República Checa; sub-20, con la que jugó un partido frente a Eslovaquia el 22 de octubre de 2003; y sub-21, con la que disputó un encuentro ante Polonia el 28 de febrero de 2006. También formó parte de la selección sub-22 que consiguió la medalla de oro en los Juegos Mediterráneos de 2005.

## Clubes
- * Actualizado a fin de carrera.[25]

| Club                       | País   | Año       | Partidos | Goles |
| -------------------------- | ------ | --------- | -------- | ----- |
| Real Sporting de Gijón "B" | España | 2002-2004 | 3        | 1     |
| Real Sporting de Gijón     | España | 2004-2007 | 117      | 4     |
| Levante U. D.              | España | 2007-2008 | 25       | 1     |
| R. C. Recreativo de Huelva | España | 2008-2010 | 72       | 6     |
| Rayo Vallecano de Madrid   | España | 2010-2013 | 106      | 1     |
| Valencia C. F.             | España | 2013-2016 | 116      | 5     |
| R. C. D. Espanyol          | España | 2016-2018 | 52       | 1     |
| Villarreal C. F.           | España | 2018-2019 | 23       | 0     |
| Real Sporting de Gijón     | España | 2019-2021 | 75       | 0     |